# Decapitação (estratégia militar)
A decapitação é uma estratégia militar destinada a remover a liderança ou comando e controle de um governo ou grupo hostil. A estratégia de estilhaçar ou derrotar um inimigo eliminando sua liderança militar e política há muito é utilizada na guerra.

## Genocídio
- A deportação de intelectuais armênios em 1915, considerada o início do genocídio armênio.[3]
- AB-Aktion alemã na Polônia pelos nazistas durante a Segunda Guerra Mundial.[4]
- O massacre de Katyn pela União Soviética contra oficiais militares poloneses. Como a lei polonesa exigia que todo graduado universitário fosse um oficial da reserva, executar os oficiais entre os prisioneiros de guerra poloneses permitiu que Lavrentiy Beria prejudicasse a ciência, a cultura e a liderança polonesas.

## Na guerra nuclear
Na teoria da guerra nuclear, um ataque de decapitação é um ataque preventivo de primeiro ataque que visa desestabilizar a estrutura de liderança militar e civil de um oponente na esperança de degradar ou destruir severamente sua capacidade de retaliação nuclear. É essencialmente um subconjunto de um ataque de força contrária, mas enquanto um ataque de força contrária procura destruir as armas diretamente, um ataque de decapitação é projetado para remover a capacidade do inimigo de usar suas armas.
Estratégias contra ataques de decapitação incluem o seguinte:
- Estruturas de comando e controle distribuídas.
- Dispersão da liderança política e liderança militar em tempos de tensão.
- Delegação da capacidade de lançamento ICBM / SLBM aos comandantes locais no caso de um ataque de decapitação.
- Mecanismos de lançamento distribuídos e diversos.

Um ataque de decapitação falhado traz o risco de retaliação massiva e imediata por parte do oponente alvo. Muitos países com armas nucleares planejam especificamente evitar ataques de decapitação empregando recursos de segundo ataque. Esses países podem ter instalações móveis de lançamento terrestre, marítimo, aéreo e de lançamento de mísseis balísticos subterrâneos, de modo que um ataque nuclear em uma área do país não anule totalmente sua capacidade de retaliação.
Outras doutrinas de guerra nuclear excluem explicitamente os ataques de decapitação com base no fato de que é melhor preservar as estruturas de comando e controle do adversário para que permaneça uma única autoridade capaz de negociar uma rendição ou cessar-fogo. A implementação de mecanismos fatais pode ser uma maneira de impedir ataques de decapitação e responder a ataques de decapitação bem-sucedidos.

## Guerra convencional, assassinato e atos terroristas
Os ataques de decapitação têm sido empregados como estratégia na guerra convencional. O termo tem sido usado para descrever o assassinato de todo o grupo de liderança de um governo ou da família real de uma nação:
- Tentativas de assassinato contra Volodymyr Zelenskyy
- A invasão do Iraque pelos EUA em 2003 começou com um ataque de decapitação contra Saddam Hussein e outros líderes políticos e militares iraquianos. Esses ataques aéreos falharam em matar seus alvos pretendidos.
- Os EUA e seus aliados da OTAN têm, e continuam a seguir esta estratégia em seus esforços para desmantelar redes fundamentalistas islâmicas militantes, como Al-Qaeda e EIIL, que ameaçam os Estados Unidos e seus aliados.
- 14 de abril de 1865: o assassinato do presidente dos Estados Unidos Abraham Lincoln pelo simpatizante confederado John Wilkes Booth foi parte de uma conspiração maior para interromper a linha de sucessão presidencial matando também o então vice-presidente Andrew Johnson e o secretário de Estado William H. Seward no final da Guerra Civil Americana.
- 1 de fevereiro de 1908: o rei D. Carlos I de Portugal foi assassinado juntamente com o seu filho, o príncipe herdeiro Luís Filipe, por Alfredo Luís da Costa e Manuel Buiça, ambos ligados à Carbonária.
- 17 de julho de 1918: o czar Nicolau II da Rússia e a família imperial foram executados por um pelotão de fuzilamento bolchevique sob o comando de Yakov Yurovsky
- 9 de novembro de 1939: Atentado contra a vida do Führer alemão Adolf Hitler no Burgerbräukeller em Munique pelo carpinteiro suábio Georg Elser, usando uma bomba-relógio para paralisar o Terceiro Reich e seu esforço de guerra. Vários morreram, mas Hitler escapou devido a uma mudança de horário, deixando a tribuna 13 minutos antes da detonação.
- 20 de julho de 1944: Claus von Stauffenberg tentou assassinar Hitler e seu círculo íntimo de conselheiros com uma mala-bomba como parte de um golpe de estado militar mais amplo contra o governo nazista, que acabou fracassando.
- Iêmen Golpe Alwaziri de 1948.

Em guerras recentes, veículos aéreos não tripulados, ou drones, são popularmente usados para ataques de decapitação contra grupos terroristas e insurgentes. Os drones são mais eficazes em áreas com defesa aérea inadequada. Existem opiniões acadêmicas mistas sobre se os ataques de decapitação por meio de drones efetivamente degradam as capacidades desses grupos.
Alguns estrategistas militares, como o general Michael Flynn, argumentaram que a experiência adquirida pelos militares americanos e da coalizão na luta contra a insurgência do Talibã no Afeganistão apoiava as operações de matar ou capturar, mas que seriam ineficazes sem uma compreensão completa de como eles afetariam o cenário político local no país.
Robert Pape argumentou que a decapitação é uma estratégia relativamente ineficaz. Ele escreve que a decapitação é uma estratégia sedutora, pois promete "resolver conflitos de forma rápida e barata com... poucos danos colaterais e baixas amigáveis mínimas ou nenhuma", mas os ataques de decapitação frequentemente falham ou provavelmente não produzirão as consequências pretendidas, mesmo se bem-sucedido.
Os teóricos do contraterrorismo Max Abrahms e Jochen Mierau argumentam que a decapitação da liderança em um grupo terrorista ou rebelde tem a tendência de criar desordem dentro do grupo, mas consideram a decapitação ineficaz porque a desordem do grupo pode levar a ataques politicamente ineficazes e sem foco contra civis. Os dois concluem que "[esta] mudança na composição interna dos grupos militantes pode afetar a qualidade e, portanto, a seletividade de sua violência".
Uma tática que às vezes é usada para informar a seleção de alvos para ataques de decapitação é a análise de redes sociais. Essa tática envolve a identificação e eliminação de membros de alto escalão em um grupo rebelde ou terrorista organizado hierarquicamente, visando primeiro os membros inferiores e usando informações obtidas em ataques iniciais para identificar a liderança de uma organização. Alguns estrategistas, como os generais David Petraeus e Stanley McChrystal, também pediram unidades de tarefas dedicadas que não sejam hierárquicas e possam ser reorganizadas, a fim de enfrentar grupos terroristas semelhantes distribuídos ou descentralizados. Outros, no entanto, argumentam que ataques de decapitação combinados com análise de redes sociais são mais do que improdutivos, mas podem prolongar um conflito devido ao hábito de eliminar líderes rebeldes ou terroristas que são os negociadores de paz mais capazes ou têm o potencial de promover as comunidades mais atingidas por campanhas de terror após o fim das hostilidades.